# Vedran Zrnić
Vedran Zrnić (Zagreb, 26 de setembro de 1979) é um handebolista profissional croata, campeão olímpico em Atenas 2004.